# 兔游
兔游（日语： Uyu */?，10月7日—）是日本女艺人，日本女子偶像团·终演后物贩卍前成员，擁有中國及印尼血統，在中國福建出生，初中的時候移居日本，并在ミスiD2018大奖赛取得冠军。